# Nectopsyche dorsalis
Nectopsyche dorsalis là một loài Trichoptera trong họ Leptoceridae. Chúng phân bố ở vùng Tân nhiệt đới và vùng Tân Bắc giới.